# Джонсон, Доминик
Доминик Роберт Эндрю Джонсон, барон Джонсон Лейнстонский (англ. Dominic Robert Andrew Johnson, Baron Johnson of Lainston; род. 6 апреля 1974, Лондон) — британский политик, член Консервативной партии.

## Биография
В 1995 году начал деловую карьеру в банке Robert Fleming & Co., затем переехал в Гонконг и работал в Jardine Fleming. В 2002 году, получив предварительно опыт в сфере dot com, возглавил маркетинговую службу в Lloyd George Management, в 2007 году стал соучредителем партнёрской компании Somerset Capital Management LLP, специализировавшейся на управлении пенсионными фондами в развивающихся странах. 

В 2017—2019 годах занимал должность заместителя председателя Консервативной партии.

2 октября 2020 года вошёл в аппарат Министерства внешней торговли, возглавлял в Министерстве комитет по аудиту и оценке рисков.
2 октября 2022 года, получив пожизненное пэрство, был назначен младшим министром одновременно в аппарате правительства и в Департаменте внешней торговли правительства Лиз Трасс, получив в своё ведение вопросы внутренних инвестиций.
24 ноября 2022 года вновь назначен младшим министром в ведомстве внешней торговли правительства Риши Сунака.
5 ноября 2024 года при формировании теневого кабинета Кеми Баденок назначен одним из двух сопредседателей Консервативной партии.
22 июля 2025 года единственным председателем партии назначен Кевин Холлинрейк, а Доминик Джонсон исключён из состава теневого кабинета Баденок.